# Costumbres argentinas (canción)
«Costumbres Argentinas» es una canción de la banda argentina Los Abuelos de la Nada, compuesta por Andrés Calamaro e incluida en el álbum en vivo Los Abuelos en el Ópera, publicado en 1985. Fue grabada durante dos de tres funciones programadas entre los días 14 y 16 de junio, y es considerada como uno de sus temas más emblemáticos, la cual, curiosamente nunca fue grabada en estudio por la banda. Está incluida en el puesto 59 de las 100 grandiosas canciones de los 80s en español según VH1 Latinoamérica y esta en el puesto 14 de las 100 canciones más destacadas del rock argentino.
En 1998, durante la gira Alta Suciedad en Barcelona, Calamaro interpretó la canción en uno de los pocos inéditos de la canción del artista
En el 2001 fue la banda sonora del unitario de Pol-ka, Culpables.
Este tema, que en parte sigue formando parte del repertorio solista de Calamaro, fue reversionado por la cantante Fabiana Cantilo para el álbum "En la vereda del sol" de 2009.

## Presentación
Fue presentada en las funciones realizadas por Los Abuelos de la Nada, entre los días 14 y 15 de junio de 1985, luego sería incluida en el álbum Los Abuelos en el Opera. El sencillo se convertiría en uno de los mejores éxitos del grupo.

## Sencillo
Fue lanzado como sencillo el mismo año de presentación, a continuación los temas del sencillo:
- Lado A: Costumbres Argentinas
- Lado B: Zig Zag

## Curiosidades

### Calamaro yLos Redondos
La introducción de la canción posiblemente haya sido la iniciante de una buena relación de su autor con Patricio Rey y sus Redonditos de Ricota. Si bien Calamaro ya conocía al cantante de la banda, Indio Solari, y al conjunto desde que formaba parte de la banda Raíces, la frase "Muerdo el anzuelo" al comienzo de "Costumbres Argentinas" los relacionaría aún más, ya que la misma frase se encuentra en la letra del conjunto ricotero en "Esa estrella era mi lujo".

### La canción y el grupo
Curiosamente, la canción fue grabada por el grupo solamente en vivo para dicho álbum en 1985, sin ediciones de estudio en ese momento. Del grupo actualmente solo existen 4 versiones del tema: la versión del 14 de junio de 1985, un segundo estreno realizado en el mismo evento un día después que se editó para el álbum, una versión inédita del Festival de Rock & Pop en octubre del mismo año y una nueva versión de estudio que se grabó en 2020, interpretada por Gato Azul Peralta y Benjamín Amadeo junto a Los Abuelos de la Nada.

## Músicos

### Los Abuelos de la Nada
- Andrés Calamaro: voz principal y coros, sintetizador.
- Miguel Abuelo: cencerro y coros.
- Cachorro López: bajo y coros.
- Polo Corbella: batería híbrida.

### Músicos invitados
- Daniel Melingo: guitarra rítmica y coros.
- Alfredo Desiata: saxofón.
- Juan del Barrio: sintetizadores.
- Gringui Herrera: guitarra principal.

## Otras versiones
El trío de punk-rock argentino The Cash grabó una versión de la canción en su disco "Efectivo" (2004).
Fabiana Cantilo incluyó una versión de Costumbres Argentinas en su décimo disco titulado En la vereda del sol (2009), en el que homenajea a varios artistas del rock argentino como Gustavo Cerati, Andrés Calamaro, Los Pericos, Celeste Carballo, Viejas Locas, entre otros.
En 2016 el solista argentino Damián Gaume publicó su versión de Costumbres Argentinas a modo de homenaje presentando un importante número de colaboraciones entre los que se destacan notables músicos del rock argentino. La versión alcanzó notoriedad y fue elogiada públicamente por Andrés Calamaro. La lista de participantes incluye a Manuel Moretti, Pablo Guerra (Los Piojos, Los Caballeros De La Quema), Patricio Castillo (Los Caballeros De La Quema), Gillespi, Emilio Miler, Florencia Modesto, Federico Gaume, Román Vergagni, Ian Harris y Christian Gaume.
En 2022, el grupo Los Auténticos Decadentes grabó una nueva versión del tema, con la participación de Andrés Calamaro. 